# Paraguay Remembered
Paraguay Remembered, conocida también como Memoria Desmemoriada, es una película del documentalista francés Dominique Dubosc, en que habla acerca de Paraguay.
Fue estrenada en la competencia internacional de largometrajes del 21° Festival Visions du Réel, en Suiza, en abril de 2015.

## Argumento
La película sigue a los recuerdos de un viaje lejano. América del Sur, la política, las dictaduras, las personas que faltan, el arte, la fotografía, el cine, el amor: todo lo que se relaciona y superpone en la búsqueda inversa del cineasta, que no se cansa de explorar una memoria de fuga lentamente. Un espíritu anima las imágenes. Nos recuerda la alegría y el dolor de vivir.

## Antecedentes
Dominique Dubosc realizó en Paraguay los cortometrajes documentales Kuarahy Ohecha (1968), de 25 minutos de duración, y Manohara (1969), de 21 minutos.
El documental ‘‘Ára Rape’’ (2013), de Eduardo Mora, registra el reencuentro de Dominique Dubosc, luego de más de 40 años, con algunos de los protagonistas de la película Manohara.
La película original fue filmada en 1968 con los internos de la Colonia Santa Isabel en Sapucai.
Kuarahy Ohecha (1968) trata de una humilde familia campesina de San Valentín de Abaí, departamento de Caazapá. En el material, el director retrató los gestos, las actitudes, los pequeños acontecimientos cotidianos, las relaciones afectivas y la gran dignidad de la familia Cabral. La importancia de este trabajo es doble, no solo por su riqueza etnográfica, sino porque es único en la filmografía paraguaya de esa época.
Dominique Dubosc recibió el Panambí Honorífico Augusto Roa Bastos por su destacada trayectoria como documentalista, el  22 de agosto de 2009, en la Embajada Argentina en Paraguay, en el marco del III Festidoc Paraguay 2009.
El 26 de marzo de 2013, se presentó el DVD interactivo Dominique Dubosc en Paraguay, en el marco de la Fiesta de la Francofonía, en la Alianza Francesa de Asunción.